# Alaska Highway

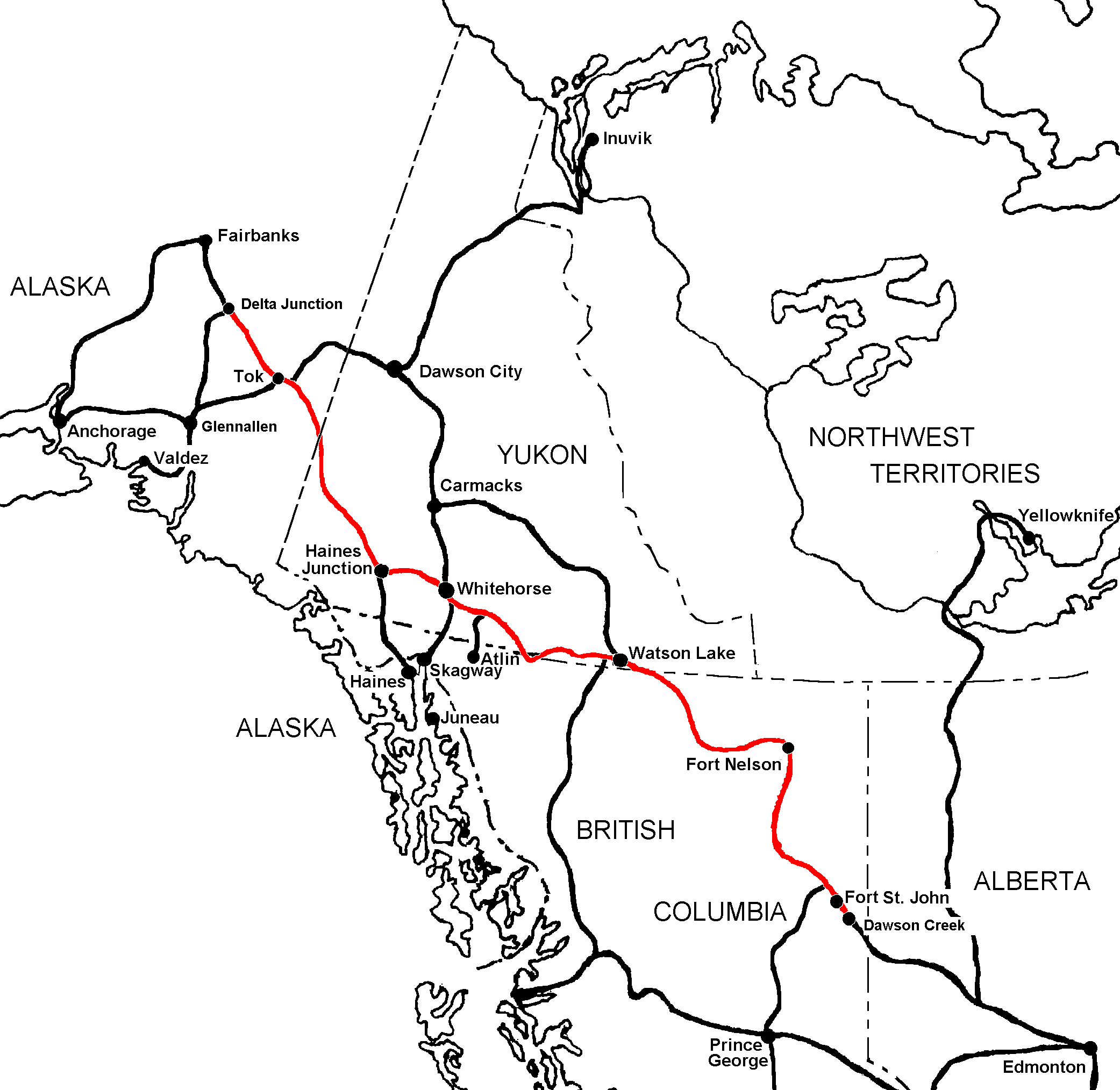
Karta över Alaska Highway (i rött)

Alaska Highway är en landsväg som ingår i vägnätet Alaska Routes, och går från Dawson Creek, British Columbia (Kanada) till Fairbanks, Alaska (USA), via Whitehorse, Yukon. Dess historiska längd vid färdigställandet 1943 är 2451 km. Den historiska slutpunkten är vid milsten 1422 omkring 160 km sydöst om Fairbanks, där den möter Richardson Highway i Delta Junction.

## Byggnation
Idén att bygga en väg till Alaska dök upp på 1920-talet. Donald MacDonald drömde om en internationell väg genom USA, Kanada och Ryssland. För att marknadsföra förslaget reste Slim Williams den föreslagna vägsträckan med hundspann. Eftersom stora delar av vägen skulle gå genom Kanada var stöd från de kanadensiska myndigheterna nödvändigt. Detta stöd uppnåddes dock inte, då den kanadensiska regeringen inte såg så stor vinst i och med att vägen bara skulle gå igenom mycket glesbefolkade Yukon. Det fanns också väg från Alaskas kust till Yukon, Klondike Highway.
Konstruktionen av vägen godkändes av den amerikanska armén den 6 februari 1942 efter attacken på Pearl Harbor och att Japan börjat hota den amerikanska västkusten och Aleuterna. Efter tillstånd av kongressen av president Franklin D. Roosevelt började vägen byggas fem dagar senare. Kanada tillät vägbygget såtillvida att USA uppbar hela kostnaden, och att vägen och faciliteter intill den tillföll Kanada efter att kriget slutade. Vägsträckningen ändrades dock mot den tidigare planen, till att gå genom en dalgång i Klippiga bergen från Prince George till Dawson City, för att sedan svänga västerut mot Fairbanks.

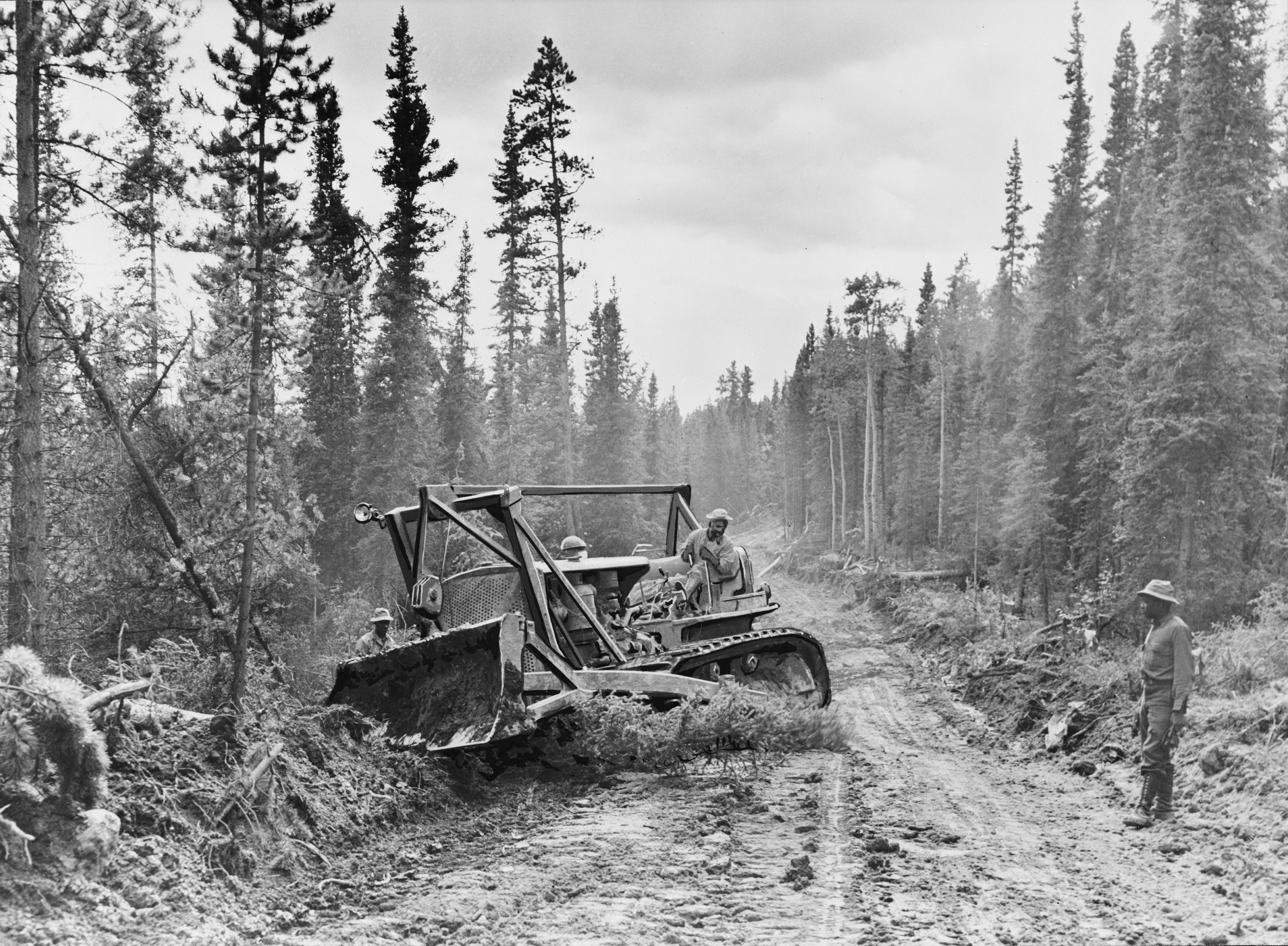
Bild från byggnationen, 1942.

Officiellt påbörjades byggnationen den 8 mars 1942 efter att byggnadsmateriel fraktats med järnväg till en plats nära milsten 0 vid Dawson Creek. Byggnationen tog fart genom våren då det blev varmare och arbetslag kunde arbeta både från norra och södra änden. De skyndades på efter rapporter om att japanerna invaderat Kiska Island och Attu Island i Aleuterna. Den 24 september 1942 möttes båda arbetslagen vid milsten 588 i Contact Creek, och vägen invigdes den 20 november 1942.
Krigsbehoven dikterade den slutgiltiga sträckan, då syftet var att sammanbinda olika flygfält i norr. Det är anledningen till att vägen sträcks över relativt opraktisk och svår terräng.
Trots att vägen invigdes 1942 kunde den inte användas av vanliga fordon förrän 1943, och även då var den fylld av branta höjdskillnader, dålig beläggning och i princip inga avkörningsskydd. Broarna längs med vägen, som sträckte sig från pontonbroar till tillfälliga träbroar, byttes vid behov ut till stålbroar. En gammal träbro kan fortfarande skådas vid Aishihik River.

## Angörande vägar
Vägar som angör Alaska Highway är följande, från syd till nord:
- British Columbia
  - Hudson's Hope Highway
  - Liard Highway
  - Cassiar Highway

- Yukon
  - Campbell Highway
  - Canol Road
  - Atlin Road
  - Tagish Road
  - Klondike Highway
  - Haines Highway

- Alaska
  - Taylor Highway
  - Glenn Highway (Tok Cut-Off)
  - Richardson Highway

Dessutom finns det flera sträckor som tidigare ingått i Alaska Highway, men som byggts förbi för att undvika trafik genom orterna den passerar.